# 阿沃拉斯卡
阿沃拉斯卡（義大利語：Avolasca），是意大利亚历山德里亚省的一个市镇。总面积12.3平方公里，人口294人，人口密度23.9人/平方公里（2009年）。ISTAT代码为006010。